# Magno (Chemikalie)
Mit Magno werden chemische Produkte bezeichnet, die aus dem Mineral Dolomit hergestellt werden. Diese Produkte werden in der Wasseraufbereitung für einige Verfahren benötigt.

## Herstellung
Bei der vorsichtigen Erhitzung von Dolomit wird je nach gewähltem Temperaturbereich und Einwirkungsdauer zuerst nur das an Magnesium und danach auch das an Calcium gebundene Kohlendioxid (CO2) abgespalten. Das Produkt nach der Abspaltung von einem Molekül CO2 wird Magno genannt. Durch Abspaltung des zweiten CO2 bildet sich gebrannter Dolomit. Weiteres zu den erforderlichen Temperaturbereichen für den CO2-Abbau unter Dolomit.
Die Reaktionsgleichungen für die Bildung der Produkte nachfolgend:
1. Stufe
{\displaystyle \mathrm {CaCO_{3}} \cdot \mathrm {MgCO_{3}} \rightleftharpoons \mathrm {CaCO_{3}} \cdot \mathrm {MgO+CO_{2}} }
Dolomit spaltet Kohlendioxid unter Bildung von Magno ab
2. Stufe
{\displaystyle \mathrm {CaCO_{3}\cdot MgO\ \rightleftharpoons \ CaO\cdot MgO+CO_{2}} }
Magno spaltet Kohlendioxid unter Bildung von gebrannten Dolomit ab
Aus dem Mineral Dolomit gewonnenes Magno wird Magno-Dol, synthetisch hergestelltes dagegen Magno-Syn genannt. Während Dol splitförmig ist, wird die Granulatform mit Magno-Gran bezeichnet. Vergleichbar zu gebranntem Kalk bildet sich aus gebranntem Dolomit mit Wasser unter Wärmebildung ein Hydrat, das Magnohydrat.
Die Reaktionsgleichung hierfür:
{\displaystyle \mathrm {CaO\cdot MgO\ +\ H_{2}O\ {\xrightarrow {\triangle H<0}}\ Ca(OH)_{2}\cdot MgO} }
gebrannter Dolomit reagiert mit Wasser unter Wärmeentwicklung zu Magnohydrat
Magnohydrat hat durch den Anteil an Calciumhydrat bei Kontakt mit Wasser eine deutlich höhere Basizität als Magno.

## Verwendung
Magno – sowohl Dol wie Syn – reagiert mit freier Kohlensäure in Wässern zu Calcium- und Magnesiumhydrogencarbonat. Magno ist in Gegenwart von Wasser ein relativ schwach basisches Material. Wegen der geringen Basizität reagiert bei kürzerer Einwirkungszeit nur die aggressive Kohlensäure. Die geringe Alkalität ist für eine Reaktion mit der gesamten freien Kohlensäure nicht ausreichend. Die Gleichung für diese Reaktion ist wie folgt:
{\displaystyle \mathrm {CaCO_{3}\cdot MgO+3CO_{2}+2H_{2}O\longrightarrow Ca(HCO_{3})_{2}+Mg(HCO_{3})_{2}} }
Magno bindet Kohlendioxid im Wasser unter Bildung von Calcium- und Magnesium-Carbonathärte
Die Carbonathärte des Wassers steigt durch die Reaktion um die stöchiometrische Menge des abgebundenen freien Kohlendioxid. Da nur die aggressive Kohlensäure reagiert, bildet sich nach Behandlung mit Magno ein Wasser ohne (kalk-)aggressiver Kohlensäure. Dieses wie auch diverse andere Verfahren – nur Entfernung der aggressiven Kohlensäure – werden in der Wassertechnik Entsäuerung genannt.
Die Reaktionsgeschwindigkeit für diese Entsäuerung ist sowohl temperatur- und pH-abhängig wie auch abhängig vom Gehalt an Carbonathärte im behandelten Rohwasser. Wässer mit geringeren Gehalten an Carbonathärte und höherer Temperatur reagieren schneller mit Magno. Die Reaktion wird durch Gehalte an im Wasser gelöstem Eisen und Mangan, besonders bei Gegenwart von gelöstem Sauerstoff, behindert. Die Ursache hierfür sind die Abscheidungen von Oxidhydraten auf der Oberfläche der Magno-Materials und der dadurch verursachten Störung des Stoffaustausches.
Die wichtigsten Anwendungen mit Magno sind:
- Gewinnung von Trinkwasser in kleineren lokalen Aufbereitungsanlagen. Rohwässer mit aggressiver Kohlensäure fließen durch ein mit Magno gefülltes Filter zwecks Abbindung der aggressiven Kohlensäure.
- Neutralisation von mineralsauren Abwässern, da Magno schneller freie Säuren abbindet als ungebrannter Kalk oder Dolomit. Hierbei fließt das Abwasser durch eine mit Magno gefüllten Grube oder einen Behälter. Allerdings kommen nur relativ feststoffarme Wässer, deren Gehalt zudem an freier Schwefelsäure (Gefahr der Gipsbildung!) niedrig ist, für diese Art der Neutralisation in Frage.
- Eine weitere Anwendung ist die Heißentkieselung. Magnohydrat reagiert wegen seiner hohen Basizität sowohl mit der freien Kohlensäure, der Carbonathärte wie auch mit der Kieselsäure in Wässern. Weiteres hierzu unter Entcarbonisierung.